# 盛文郁
盛文鬱（1316年—1370年），字东民，江南归德人。

## 生平
生于延祐三年（1316年），長大後，以文学登进士科。至正十一年（1351年）與韩山童、杜遵道于颍州之颍上白鹿庄（今安徽颍上）號稱韓山童是“宋徽宗八世孙，当主中国”，殺白馬黑牛，誓告天地，聚眾3000人起兵抗元。韩山童被杀后，刘福通召集部众，以其子韩林儿为帝，号“小明王”。小明王初称帝时，盛文鬱與杜遵道同為宰相。刘福通杀杜遵道自立為丞相。至正十七年（龙凤三年）三月文鬱渡黄河，攻下曹州（今山东菏泽），建曹州行省，改任行省平章。洪武二年（1369年），出任武宁知县。